# Polverara
Polverara é uma comuna italiana da região do Vêneto, província de Pádua, com cerca de 2.344 habitantes. Estende-se por uma área de 9 km², tendo uma densidade populacional de 260 hab/km². Faz fronteira com Bovolenta, Brugine, Casalserugo, Legnaro, Ponte San Nicolò.

## Demografia
| Variação demográfica do município entre 1861 e 2011                               |
|                                                                                   |
| Fonte: Istituto Nazionale di Statistica (ISTAT) - Elaboração gráfica da Wikipedia |